# Норданстиг (община)
Община Норданстиг (на шведски: Nordanstigs kommun) е община в Швеция в състава на лен Йевлебори. Общата площ на общината е 1464 km2, а населението е 9491 души (към 31 декември 2013). Главен административен център на общината е град Беришьо.